# کلینتون اسمیت (بازیکن بسکتبال)
کلینتون اسمیت (انگلیسی: Clinton Smith؛ زادهٔ ۱۹ ژانویهٔ ۱۹۶۴) بازیکن بسکتبال اهل ایالات متحده آمریکا است.
از باشگاه‌هایی که در آن بازی کرده‌است می‌توان به گلدن استیت واریرز و واشینگتن ویزاردز اشاره کرد.